# Знам како дишеш
Знам како дишеш је босанскохерцеговачка драмска серија из 2023. године.
Светска премијера је одржана на 80. Венецијанском филмском фестивалу, у оквиру Главног програма. Од 29. октобра 2023. се емитује на каналу MY TV БХ Телеком и Федералној ТВ.

## Радња
Радња почиње случајем самоубиства малолетника, које покреће лавину догађаја у приватном животу тужитељке Невене Муртезић. Она је самохрана мајка тинејџера у процесу развода, све теже балансира живот са сином али и послом који је под сталним притиском политике и јавности.

## Улоге
| Глумац                | Улога                   |
| --------------------- | ----------------------- |
| Јасна Ђуричић         | Невена Муртезић         |
| Лазар Драгојевић      | Дино Муртезић           |
| Мирвад Курић          | Џандо                   |
| Кемал Ризвановић      | Кемал                   |
| Јелена Кордић Курет   | Виолета                 |
| Ермин Браво           | Харис Муртезић          |
| Дино Бајровић         | Ади                     |
| Лана Станишић         | Лејла                   |
| Емир Хаџихафизбеговић | Горан                   |
| Селма Алиспахић       | Ведрана                 |
| Татјана Шојић         | Инес                    |
| Јасна Жалица          | Амра                    |
| Ријад Гвозден         | Сејо                    |
| Игор Скварица         | Недим                   |
| Санела Крсмановић     | разредни старешина      |
| Исхак Исовић          | Емир                    |
| Амер Билић            | Малик                   |
| Џенита Имамовић       | Маликова мама           |
| Алма Мерунка          | Алиса                   |
| Славен Видак          | директор                |
| Елма Ахметовић        | Наида                   |
| Белма Салкунић        | Азра                    |
| Владо Керошевић       | Маша                    |
| Нусмир Мухаремовић    | Драган                  |
| Емина Муфтић          | Радмила                 |
| Мона Муратовић        | Сарина мама             |
| Ирфан Касумовић       | инспектор Јуско         |
| Санин Милавић         | фризер                  |
| Суада Ахметашевић     | Халида                  |
| Емир Пашановић        | адвокат Татић           |
| Амер Исановић         | Пазарац                 |
| Ведран Туце           | судија                  |
| Сенка Оруч            | судиница                |
| Варвара Шешлија       | Мирна                   |
| Мак Цвитановић        | Мак                     |
| Сита Врхунц           | Сита                    |
| Андреј Рудан          | Дени                    |
| Анастасија Дуњић      | Сара                    |
| Бењамин Маличбеговић  | Асмир                   |
| Oрхан Жбанић          | Динина раја             |
| Фахрудин Браво        | таксиста                |
| Далила Спахић         | психолог                |
| Нерминка Емрић        | новинарка               |
| Исмет Катана          | полиграфиста            |
| Џелила Мујовић        | Виолетина секретарица   |
| Ајра Бранковић        | девојчица на протестима |
| Енела Сефер           | дактилограф             |
| Вања Матовић          | тужитељ                 |
| Аднан Ново            | тужитељ                 |
| Харис Хоџић           | тужитељ                 |
| Сенад Намгалија       | тужитељ                 |
| Нихад Шаковић         | тужитељ                 |
| Халида Шлаку          | тужитељ                 |
| Хасна Синановић       | тужитељ                 |